# Igreja Católica Polonesa na Polônia
A Igreja Católica Polaca na República da Polónia, também conhecida como Igreja da Polónia ou Igreja Católica Polaca, é uma antiga igreja católica polonesa na Polônia.
Esta denominação faz parte da União de Utrecht. É membro do Conselho Mundial de Igrejas e do Conselho Ecumênico Polonês. Não é filiada à Igreja Católica Romana e, em 2022, tinha 18 140 membros.

## História
A Igreja Católica Polaco-Americana foi fundada em 1921, depois de a Igreja Católica Nacional Polaca Polaco-Americana ter enviado missionários para a Polónia durante o período entre guerras.
O bispo Wiktor Wysoczański foi escolhido como superior da igreja em 1995 até sua morte em 2023. Após a sua morte, quatro novos bispos foram consagrados para a Polónia.
A Igreja Católica Nacional Polonesa na União de Scranton rompeu laços com a Igreja Católica Polonesa na República da Polônia em setembro de 2023.

### Igreja Católica Polaca na Grã-Bretanha
A Igreja Católica Polaco-Reino Unido foi criada em abril de 2018 devido a uma disputa entre a Igreja Católica Polaco-República da Polônia e um grupo de seus fiéis em GlasgowO grupo tem duas paróquias e cerca de 1 000 membros. Atualmente, o chefe da igreja é Oliwier Windsor.